# Gunung Wates
Gunung Wates är ett berg i Indonesien.   Det ligger i provinsen Jawa Timur, i den sydvästra delen av landet, 800 km öster om huvudstaden Jakarta. Toppen på Gunung Wates är 3 094 meter över havet. Gunung Wates ingår i Gunung Raung.
Terrängen runt Gunung Wates är huvudsakligen mycket bergig.  Trakten runt Gunung Wates är nära nog obefolkad, med mindre än två invånare per kvadratkilometer. I omgivningarna runt Gunung Wates växer i huvudsak städsegrön lövskog.